# Finska borgen

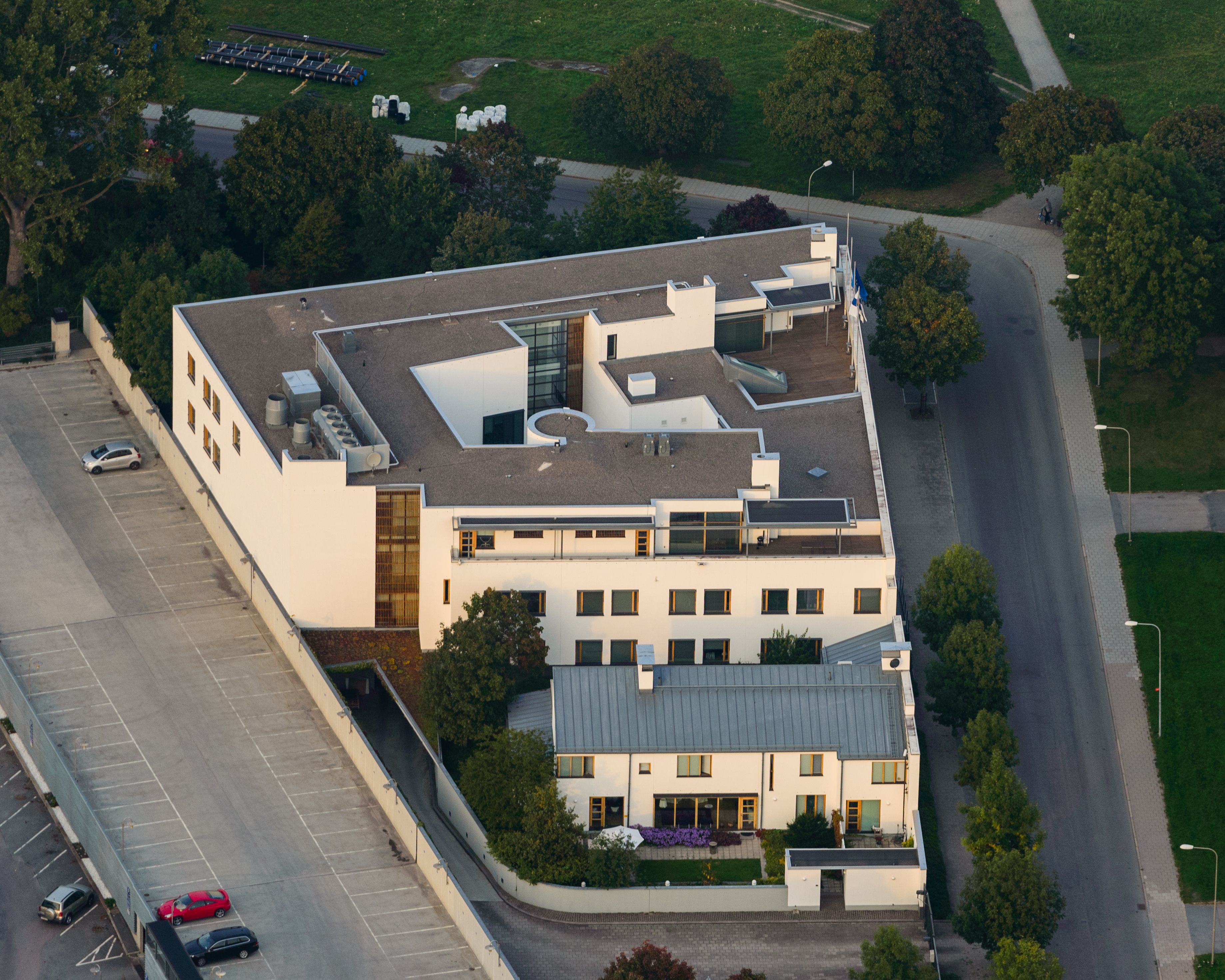
Byggnaden sett från luften.

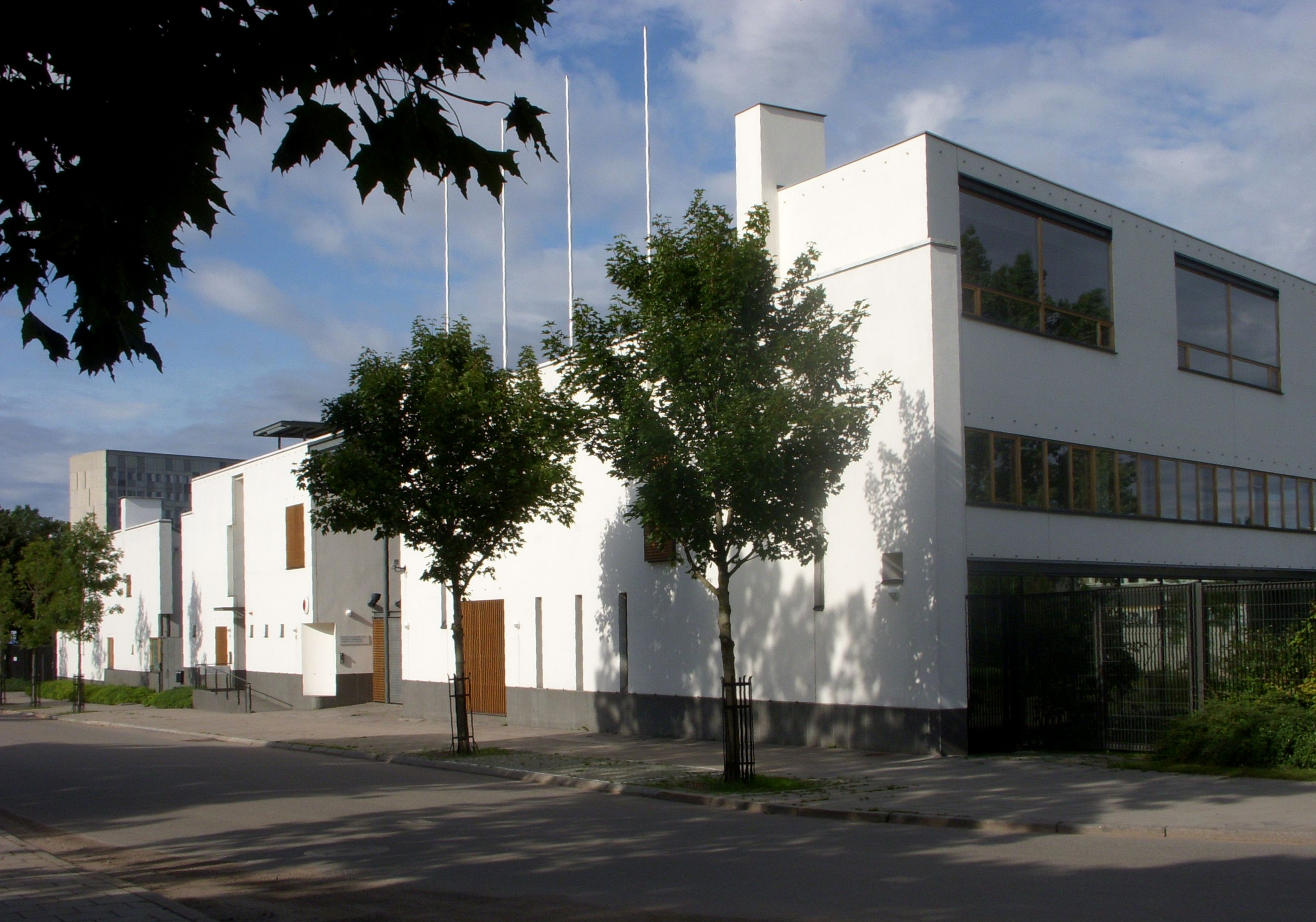
"Finska borgen", Finlands ambassad i Stockholm.

Finska borgen är den finska ambassadens fastighet på Gärdesgatan 11 i Diplomatstaden, Stockholm.
Byggnaden invigdes år 2001 och är ritad av den finske arkitekten Kristian Gullichsen. Fasaderna är vitputsade med inslag av trädetaljer. Mot öst är den funktionalistiskt inspirerade byggnaden sluten och består av ett antal sammanbyggda byggnadsvolymer med olika höjd. I byggnadskomplexet finns kansliutrymmen för ambassaden och för konsulatet samt en separat representationsdel med festsal och kök. I en fristående flygelbyggnad har två bostäder anordnats. Den borgliknande utsidan mot Gärdesgatan gav byggnaden namnet "Finska borgen", det är inte bara ett uttryck för ambassadens säkerhet utan även ett bekant stilgrepp på arkitektens övriga produktion. Ambassadbyggnaden är ett exempel på modern finsk arkitektur.